# ماثيو تي ديكرسون
ماثيو تي ديكرسون (بالإنجليزية: Matthew T. Dickerson)‏ هو عالم حاسوب أمريكي، ولد في 12 يونيو 1963.